# Princess Nokia
Destiny Nicole Frasqueri, (New York, 14 juni 1992), beter bekend onder haar artiestennaam Princess Nokia, is een Amerikaanse rapper van Puerto Ricaanse afkomst. In 2017 brak ze als onafhankelijk artiest door met het album 1992 Deluxe. De meest bekende nummers op dit album zijn Tomboy en Kitana. Na een pauze van twee jaar bracht Princess Nokia op 16 september 2019 een nieuwe single uit: Sugar Honey Iced Tea (S.H.I.T.). Frasqueri wordt ook geprezen omwille van haar feminisme.

## Vroege leven
Destiny werd geboren op 14 juni 1992. Op tweejarige leeftijd verloor ze haar moeder aan aids. Van haar 9 tot haar 16 jaar verbleef ze in een pleeggezin, waar ze fysiek mishandeld werd door haar pleegmoeder. Na een tijdje ging ze bij haar grootmoeder inwonen. Op zestienjarige leeftijd begon Frasqueri rijmpjes te schrijven. Ze woonde toen zowel in East Harlem als in de Lower East Side van New York.

## Carrière
Frasqueri nam haar eerste nummer Destiny op in 2010 en bracht het medio 2012 pas uit als "Wavy Spice", op haar SoundCloud-pagina en haar YouTube-kanaal. Het lied was grotendeels autobiografisch en genoot bescheiden populariteit.
Vervolgens bracht ze een tweede nummer uit, Bitch I'm Posh. Het nummer ging viraal en werd meer dan 110.000 keer geluisterd op SoundCloud. Frasqueri bracht daarna YAYA uit. Dit lied diende als kritiek op hoe het Westen haar eigen koloniale geschiedenis bekeek.
Frasqueri bleef singles uitbrengen, zoals Dragons, een door Game of Thrones geïnspireerd nummer, Honeysuckle en Vicki Gotti. Op 14 mei 2014 bracht ze een eerste album uit, Metallic Butterfly. Hier introduceerde Frasqueri haar nieuwe artiestennaam, "Princess Nokia". Daarna bracht ze haar mixtape, 1992, uit op SoundCloud en begon ze ook te toeren.
Op 8 september 2017 bracht Princess Nokia haar tweede album, 1992 Deluxe, uit. De plaat was een meer uitgebreide versie van haar mixtape uit 2016, 1992. Het piekte op nummer 25 van de Billboard 's Heatseekers Albums chart. NME verkoos 1992 Deluxe tot het 32e beste album van 2017.
In december 2018 bracht Princess Nokia Metallic Butterfly opnieuw uit, ditmaal onder het label "Rough Trade".
Op 16 september 2019 bracht Frasqueri een nieuwe single uit, Sugar Honey Iced Tea (S.H.I.T).

## Discografie

### Studioalbums
- Metallic Butterfly (2014, als Destiny Frasqueri)
- 1992 Deluxe (2017)
- A Girl Cried Red (2018)
- Curveball (2019)

### Mixtapes
- Honeysuckle (2015, als Destiny)

### Gastoptredens
- Ratking - Puerto Rican Judo (2014)
- Mykki Blanco - Wish You Would (2014)
- Ratking - Steep Tech (2015)
- K. Michelle - Outro (2017)
- Show Me the Body - Spit (2017)
- Josh Forehead - Fanta (2017)